# Mattheus van Negre
Mattheus van Negre o Negere (... – 1644) è stato un pittore fiammingo.

## Biografia
Operò a Doornik e a Londra tra il 1617, anno della pittura di un ritratto di donna firmato, ed il 1630. Nel 1623 dipinse una Sacra Famiglia con angeli per la Cattedrale di Nostra Signora di Doornik. Probabilmente lavorò anche a Lovanio, dove ebbe come collaboratore Ambrosius Francken II.
Si occupò principalmente della pittura di soggetti religiosi, ritratti e architetture.